# Bramka (województwo kujawsko-pomorskie)
Bramka (niem. Bromke) – wieś w Polsce położona w województwie kujawsko-pomorskim, w powiecie świeckim, w gminie Bukowiec.
W latach 1975–1998 miejscowość administracyjnie należała do województwa bydgoskiego. Według Narodowego Spisu Powszechnego (III 2011 r.) liczyła 78 mieszkańców. Jest najmniejszą miejscowością gminy Bukowiec.